# Tulipa heweri
Tulipa heweri är en liljeväxtart som beskrevs av L.W.D. van Raamsdonk. Tulipa heweri ingår i släktet tulpaner, och familjen liljeväxter.
Artens utbredningsområde är Afghanistan. Inga underarter finns listade.